# أوموته-ساندو
أوموته-ساندو (باليابانية: 表参道) هي منطقة ومحطة لمترو الأنفاق في حي ميناتو و شيبويا في طوكيو تمتد من محطة هاراجوكو، عبر شارع تاكيشيتا، إلى شارع أوياما والتي يمكن العثور فيها على محطة أوموته-ساندو. تمتد أشجار الزيلكوفا على جانبي الجادة.
أنشئت أوموته-ساندو أصلاً والتي تعني كشارع رئيسي إلى ضريح ميجي، عندما جهز الضريح في فترة تايشو.
اليوم، يعرف أوموته-ساندو كواحد من أهم شوارع «معرض الهندسة المعمارية» في العالم، ويضم عددا كبيرا من مخازن الأزياء المصممة على أيدي مهندسين معماريين مشهورين دوليا.
كما تعرف المنطقة على أنها منطقة تسوق راقية للعديد من العلامات التجارية الدولية ومنها غوتشي، زارا وغيرها.

## معرض صور

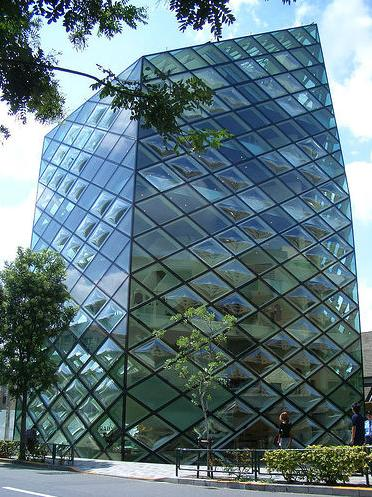
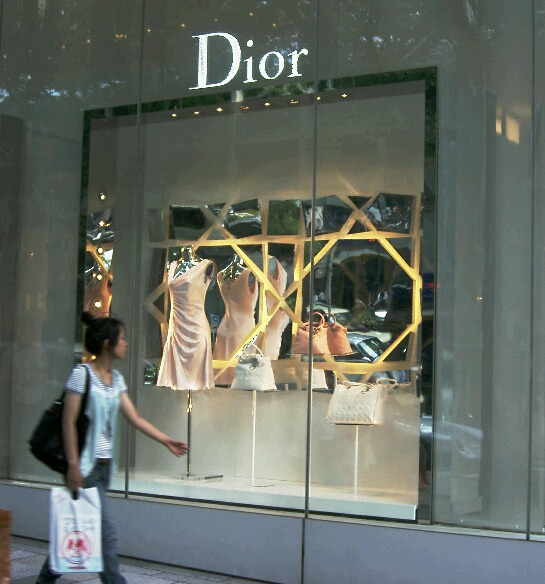
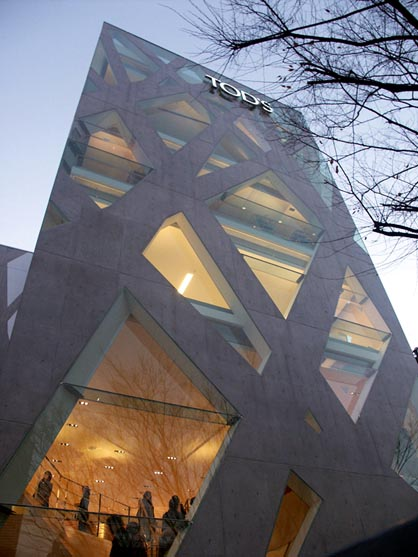